# Póvoa de São Miguel
Póvoa de São Miguel é uma povoação portuguesa sede da Freguesia de Póvoa de São Miguel do Município de Moura, freguesia com 186,94 km² de área e 761 habitantes (censo de 2021), tendo, por isso, uma densidade populacional de 4,1 hab./km².
Situa-se junto da margem esquerda da Ribeira do Zebro, distando 16 km da sede do município e cerca de 20 km da Barragem de Alqueva. Como o próprio nome indica, tem por orago São Miguel.

## Descrição
A área total da freguesia é de 18 694 hectares, sendo a maior do Município de Moura. Esta freguesia integra também a aldeia da Estrela desde 1888. A aldeia de Póvoa de S. Miguel situa-se a 1,5 km da margem esquerda da ribeira do Zebro e a cerca de 9 km da margem esquerda do Guadiana, distando 18 km da sede do município e 10Km da Amareleja a terra mais quente do pais.
A origem da povoação parece remontar aos finais do século XIV, sabendo-se que, em 1527, no numeramento de D. João III, a Póvoa de S. Miguel apresentava 61 fogos (cerca de 240 habitantes). Tendo como nome inicial apenas “Póvoa”, acredita-se que a freguesia adoptou por definição própria a associação a território "povoado", a mandado régio. Só há poucos anos (Lei 35/88 de 18/4[ligação inativa]) se designa, oficialmente, Póvoa de São Miguel, já que, popularmente, essa designação vinha sendo adoptada, desde há muito, pelos naturais, em homenagem ao seu Santo Padroeiro.
No que se refere à concentração populacional, a freguesia de Póvoa de S. Miguel apresenta uma população reduzida, sendo a terceira mais pequena freguesia do concelho de Moura. Os dados do INE confirmam a tendência de decréscimo populacional em todo o concelho, na medida em que, em 1991, a Póvoa de S. Miguel apresentava 1 218 habitantes e, em 2001, houve um decréscimo acentuado, tendo somente 1 094 habitantes. O lugar da Estrela tem cerca de uma centena de habitantes, tendencialmente envelhecida.
À volta da Póvoa de São Miguel podem ainda ser observados alguns telheiros em ruínas. Estas construções, de planta quadrada ou rectangular serviram até meados do século XX para o fabrico de telhas, baldosas, adobes e tijolos das abóbadas. A sua localização privilegiava a proximidade de barreiros (de onde era extraído o barro) e, na época de produção plena, podiam empregar até seis homens ou mulheres. Geralmente, eram propriedade privada e instalados com autorização dos senhorios da herdades ou da Junta de Freguesia local.
A base económica da freguesia está fortemente associada ao sector primário, nomeadamente à agricultura, com destaque para a agricultura, a olivicultura, a vinicultura e a criação de gado. No entanto, os serviços relacionados com a construção civil, a carpintaria, panificação, lacticínios, comércio a retalho e oficinas existentes são actividades importantes para o desenvolvimento local, assim como a caça e a pesca. No artesanato da freguesia de Póvoa de S. Miguel destacam-se as miniaturas em madeira, cadeiras de buinho, cestaria de verga, pintura em madeiras, rendas e bordados.

## Demografia
A população registada nos censos foi:
Nota: Por decreto de 24/05/1888 a freguesia de Estrela passou a fazer parte desta freguesia, sendo para esse fim desanexada da de Amareleja. Pelo decreto lei nº 27.424, de 31/12/1936, passou a ser um simples lugar.
| Ano  | 0-14 Anos | 15-24 Anos | 25-64 Anos | > 65 Anos |
| 2001 | 172       | 143        | 494        | 285       |
| 2011 | 108       | 112        | 422        | 246       |
| 2021 | 113       | 75         | 350        | 223       |

## Património

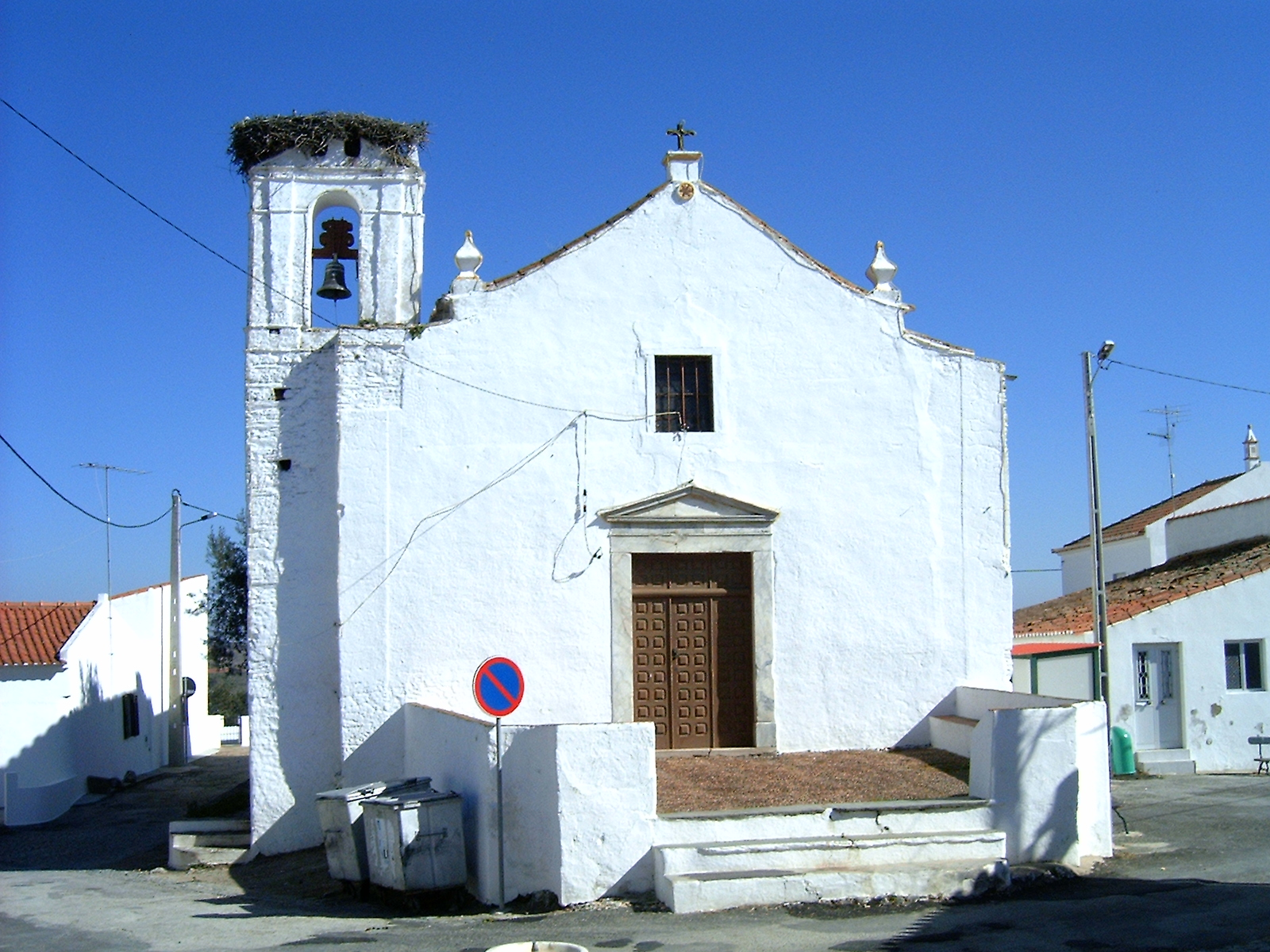
Igreja de Nossa Senhora da Estrela, na localidade de Estrela, na Freguesia de Póvoa de São Miguel.

- Igreja de Nossa Senhora da Estrela
- Igreja Matriz de Póvoa de São Miguel
- Moinhos de água
- Telheiros (fornos de telha)
- Chaminés mouriscas
- Antas (Herdade das Antas)
- Fonte de Santa Ana (Herdade dos Ourives)
- Monte (Herdade do Pombal)
- Malhadas circulares de abóbada em xisto
- Pedra tanchada (Herdade das Freiras)

## Festas e romarias
- São Miguel (28 a 30 de setembro)
- São João (24 de junho)
- Segunda-feira de Páscoa
- Bailes da Pinha

## Feiras
- Mercado semanal (sábados)

## Associações
- Grupo de Forcados Amadores de Póvoa de São Miguel
- AASPSM
- Associação de Moradores da Estrela
- ASAMIL
- Associação Cultural em Honra de São Miguel
- Associação Cultural (Casa do Povo)
- Associação Equestre de Póvoa de São Miguel
- Associação MX Povocross
- Grupo Desportivo Povoense
- Sociedade Recreativa Povoense
- Associação Caçadores Avelinos
- Associação Caçadores de Póvoa de São Miguel
- Clube de Caça do Zebro

## Escolas
- EB1 de Póvoa de São Miguel
- Jardim de Infância de Póvoa de São Miguel

## Ver Também
- Estrela (Moura)